# Palau Comtal d'Oliva
El palau dels Comtes d'Oliva, al municipi d'Oliva, comarca de la Safor, País Valencià, és un monument declarat Bé d'Interès Cultural, amb número d'anotació ministerial: RI-51-0000181, i data de disposició 23 de juliol de 1920.

## Descripció historicoartística

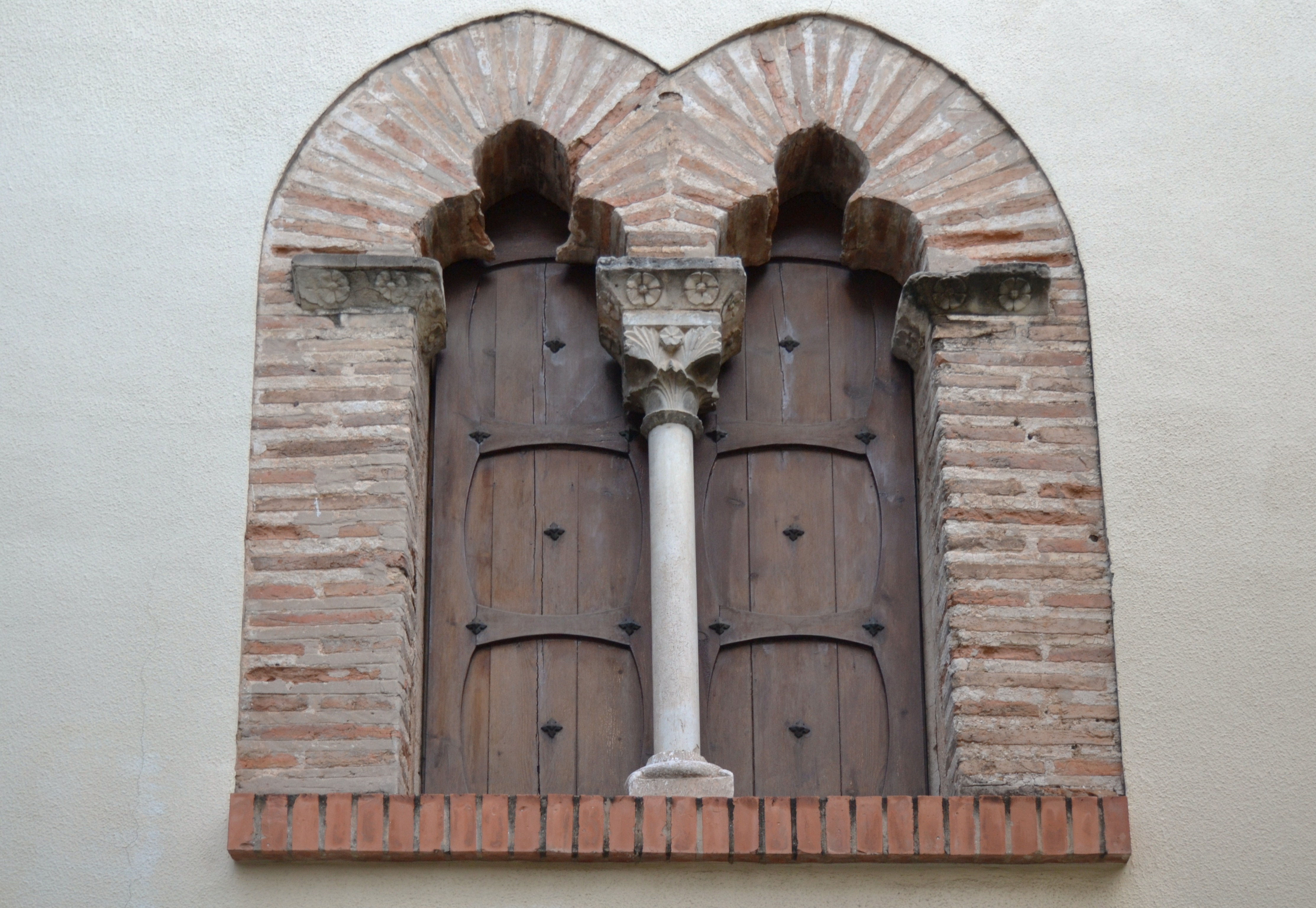
Finestra del palau

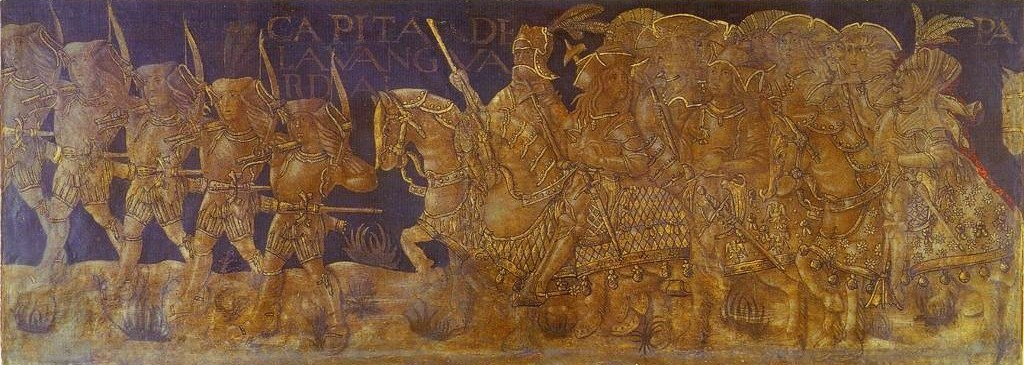
Fragment de fris del palau dels Centelles d'Oliva, Hispanic Society of America

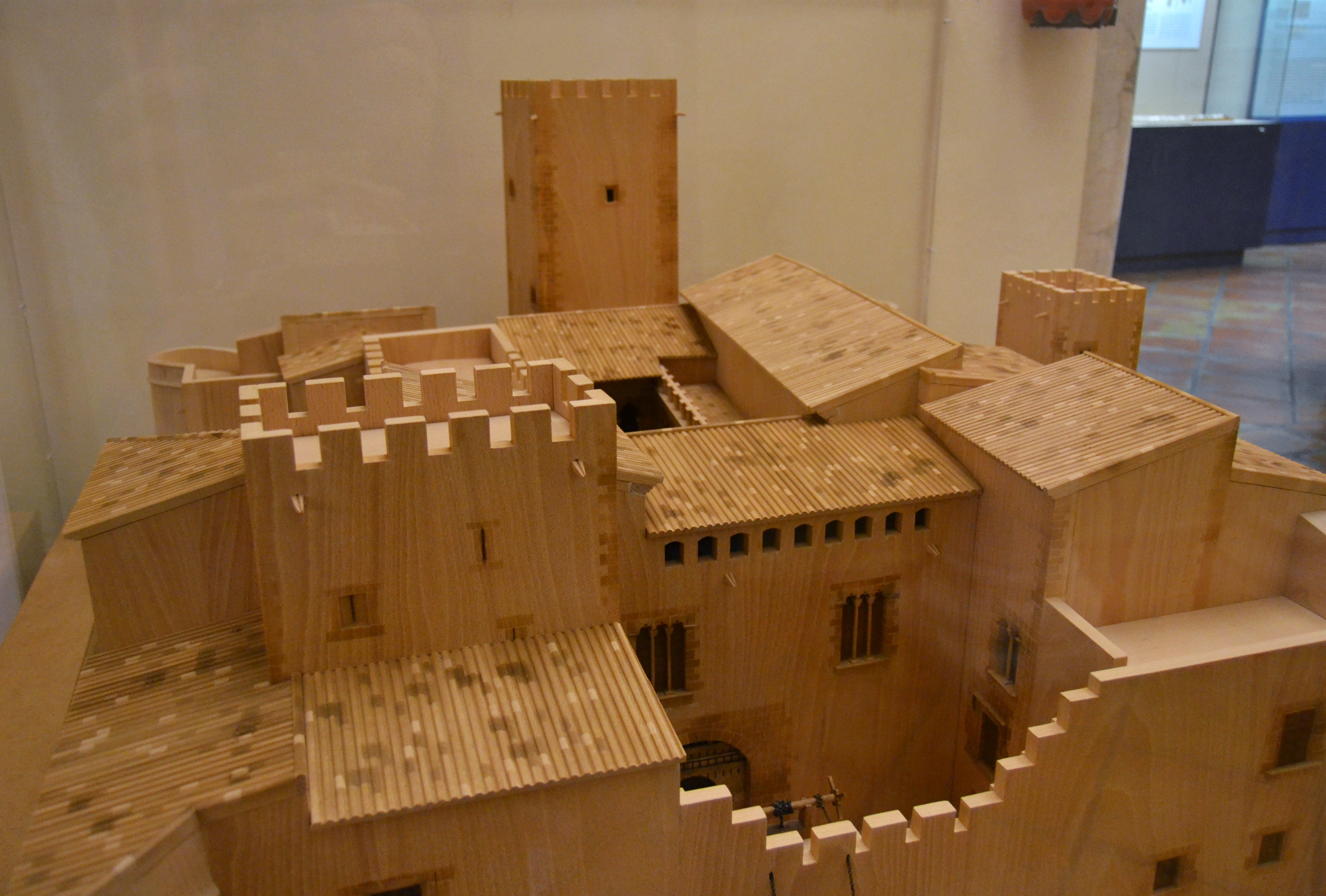
Maqueta del palau dels Centelles d'Oliva, Museu Arqueològic

El palau, del qual actualment només queden restes, es troba a la part alta de l'antiga vila emmurallada, separat del raval pel tancament posterior, el qual s'estenia cap al sud-oest, i no queden d'aquestes muralles res avui dia. Sols se'n conserven les torres cantoneres de la part sud i alguns murs, així com una finestra geminada al número set del carrer de la Verge del Carme. L'antic recinte senyorial està travessat de nord a sud pel carrer del Palau, que connecta el que va ser el centre representatiu de la vila a l'edat mitjana, amb el carrer de les Torres.
Es tractava d'un edifici típic de la transició del gòtic al Renaixement, de planta quadrada amb torres circulars en els seus quatre cantons. Construït a base de maçoneria i maó, tenia planta baixa voltada, pati central al qual s'accedia pel portal d'entrada a la banda nord, i estades bellament ornamentades. Va ser edificat als segles xv i xvi; no se'n coneix la data exacta de construcció, i aconseguí el seu aspecte definitiu amb Francesc de Centelles, III comte d'Oliva, al mateix temps que es refortificaren el castell de Santa Anna i les muralles, això és, a principis del segle xvi.
Hi ha documents que acrediten que tenia una planta baixa voltada i la sala d'armes (amb una rica decoració renaixentista, amb fris pintat al tremp sobre plaques de maó, que en conserva una part, així com restes de la coberta, a Nova York, a la Hispanic Society of America), al primer pis. Destacava la coberta amb bigues de fusta i revoltons de maó i guix, decorada amb motius florejats, àngels i medallons amb daurats i colors verds, marrons i negres. Les parets estaven emblanquinades amb les obertures ricament decorades. N'era també destacable la galeria amb columnes de marbre i voltes gòtiques; algunes restes es conserven a l'església de Santa Maria la Major.
El palau era propietat de la família Centelles; amb posterioritat va passar als ducs de Gandia; va passar a aquest llinatge quan, per matrimoni, es van unir les dues famílies. Amb l'extinció de la descendència dels Borja va passar als Osuna que, el 1871, ja molt deteriorat, el van vendre a dos comerciants locals que el van desmantellar per vendre'l, al seu torn, a un antiquari danès (Sr. Fischer) i a la Hispanic Society of America, i acabà a Copenhaguen i Nova York gran part dels seus elements, espoli que va ser detingut en part en declarar-lo Monument Nacional el 1920. El deteriorament era ja irreversible i el llarg període d'abandó, unit als desastres de la Guerra Civil, van fer que l'Ajuntament el declarés en ruïna, i en procedí a l'enderrocament total i en conservà tan sols algunes peces al Museu Arqueològic d'Oliva. El fris de la sala d'armes va ser subhastat el 1980 a Londres. L'únic element estructural que ha arribat fins a nosaltres és la torre coneguda com la torrassa o torre de la Comare, anomenada així pel carrer on es troba, una de les quatre torres cantoneres del palau original, concretament la de la cantonada sud-oest, que encara conserva un petit tram de muralla adossat. La torrassa, de planta circular i tres pisos units per escala de cargol, ha estat declarada BIC i restaurada el 1999; alberga una exposició sobre el monument.